# Powder Blue
Powder Blue is een Amerikaanse misdaadfilm uit 2008. De film telt een mozaïkcast en bestaat uit verschillende losse fragmenten die onderling met elkaar zijn verbonden. De film is gebaseerd op de roman Ponto de Partida van Chico Xavier. De film werd in beperkte oplage in de bioscopen uitgebracht.
Deze film was de laatste filmrol van Patrick Swayze voor zijn dood in 2009.

## Verhaal
Het is kerstavond, en door een samenspeling van het lot, tragedie, toeval en zelfs interventie van hogeraf komen verschillende inwoners van Los Angeles met elkaar in aanraking.
Patrick Swayze speelt de luie eigenaar van een stripclub, waar Jessica Biels personage als danseres werkt. Biels personage, Rose-Johnny, is een alleenstaande moeder wier zoontje in coma ligt. Eddie Redmayne speelt een jonge begrafenisondernemer die verliefd wordt op Rose-Johnny. Kris Kristofferson speelt het hoofd van een misdaadorganisatie, die probeert zijn voormalig werknemer (Ray Liotta) ervan te overtuigen geen wraak te nemen op zijn collega's. Liotta's personage onthult aan Rose-Johnny dat hij haar vader is. Forest Whitaker is een ex-priester die zelfmoord overweegt. Alejandro Romero speelt een travestiet die als prostituee werkt, en een emotionele band heeft met de priester.

## Rolverdeling
| Acteur             | Personage        |
| ------------------ | ---------------- |
| Patrick Swayze     | Velvet Larry     |
| Ray Liotta         | Jack Doheny      |
| Forest Whitaker    | Charlie          |
| Jessica Biel       | Rose Johnny      |
| Eddie Redmayne     | Qwerty Doolittle |
| Navid Negahban     | Dr. Brooks       |
| Lisa Kudrow        | Sally            |
| Kris Kristofferson | Randall          |
| Sarah Bastian      | Sarah            |
| Jeffery A. Baker   | Slim             |
| Kaliya Skye        | Rose Johnny      |
| Sanaa Lathan       | Diana            |
| Ravi Patel         | Sanjay           |
| Riki Lindhome      | Nicole           |

## Achtergrond
Variety gaf de film een negatieve beoordeling. Zo werd het acteerwerk van Biel bekritiseerd, evenals het regiewerk. Op Rotten Tomatoes.com gaven slechts 8 mensen hun beoordeling over Powder Blue, met een gemiddelde score van 3.7 uit 10.